# إدنا باين
إدنا باين (بالإنجليزية: Edna Payne)‏ هي ممثلة أمريكية، ولدت في 5 ديسمبر 1891 بنيويورك في الولايات المتحدة، وتوفيت في 31 يناير 1953 بلوس أنجلوس في الولايات المتحدة.

## وصلات خارجية
- إدنا باين على موقع IMDb (الإنجليزية)
- إدنا باين على موقع أول موفي (الإنجليزية)
- إدنا باين على موقع قاعدة بيانات الفيلم (الإنجليزية)
- إدنا باين على موقع كينوبويسك (الروسية)